# Les Indésirables
Les Indésirables (titre original : Pocket Money) est un film américain réalisé par Stuart Rosenberg, sorti en 1972.

## Synopsis
Jim Kane a contracté un important prêt bancaire. Son bétail frappé par une maladie (la dourine) est mis en quarantaine. Dans l'impossibilité de rembourser son prêt, il accepte la proposition d'un riche propriétaire : convoyer du bétail depuis le Mexique...

## Fiche technique
- Titre : Les Indésirables
- Titre original : Pocket Money
- Réalisation : Stuart Rosenberg
- Scénario : John Gay et Terrence Malick d'après le livre de J. P. S. Brown
- Production : John Foreman
- Musique : Alex North
- Photographie : László Kovács
- Direction artistique : Tambi Larsen
- Décors de plateau : Darrell Silvera
- Montage : Bob Wyman
- Régisseur d'extérieurs : Jack N. Young
- Pays d'origine :  États-Unis
- Format : Couleurs - 1,85:1 - Mono
- Genre : Western, comédie
- Durée : 102 minutes
- Date de sortie :
  - États-Unis : 9 février 1972 (Los Angeles)
  - France : 17 mars 1972
- Affiche : Jouineau Bourduge (France)

## Distribution
- Paul Newman (VF : Claude Giraud) : Jim Kane
- Lee Marvin (VF : Claude Bertrand) : Leonard
- Strother Martin (VF : Jacques Marin) : Bill Garrett
- Wayne Rogers : Stretch Russell
- Fred Graham : Herb
- Hector Elizondo : Juan
- Christine Belford (VF : Évelyn Séléna) : Adelita
- Kelly Jean Peters (VF : Monique Thierry) : l'ex-femme de Kane
- Matt Clark : un prisonnier américain
- Richard Farnsworth (non crédité) : l'homme qui annonce à Kane que ses chevaux ont la dourine